# 心のラヴ・ソング
「心のラヴ・ソング」（原題:Silly Love Songs）は、1976年にポール・マッカートニー率いるウイングスが発表した楽曲、及び同曲を収録したシングル。ウイングスの5枚目のアルバム『スピード・オブ・サウンド』に収録されている。

## 解説
1975年9月から始まった、約1年に渡る「ウイングス・オーヴァー・ザ・ワールド・ツアー」の合間の1976年1月から2月にかけて、ロンドン・アビー・ロード・スタジオで行われたレコーディングセッションで録音された。
評論家のリチャード・ゴールドスタインに「ポールはバラードしか書けない」と批評された事に対し、ポールが「馬鹿げた(silly)ラヴ・ソングの何が悪い?」と切り返した曲とされる。独特のイントロは、ピンク・フロイドの「マネー」のテープループに触発されたという。日本の幼児番組『ひらけ!ポンキッキ』では頻繁に効果音として用いられていた。また対位法を巧みに用いた楽曲であり、特に終盤では3つの異なった旋律が同時に歌われている。
4月1日にアメリカでアルバム『スピード・オブ・サウンド』からのファーストシングルとしてリリースされると、ビルボード誌では発売翌週の1976年4月10日に第58位で初登場、7週目の5月22日には第1位に到達。翌週から2週にわたりダイアナ・ロスの「ラブ・ハングオーバー」にその座を譲るものの、6月12日には返り咲き、4週連続第1位、計5週間ランキング第1位を獲得した。またビルボード誌1976年年間ランキングは第1位。これはポールにとってビートルズ時代の「抱きしめたい」「ヘイ・ジュード」以来8年ぶり、ソロでは初めての快挙だった。キャッシュボックス誌では5月29日、6月5日の2週間に渡って第1位を獲得。年間ランキングでは第9位を記録した。イギリスではチャート2位を記録した。
コンピレーション・アルバム『グレイテスト・ヒッツ』『オール・ザ・ベスト』『夢の翼〜ヒッツ&ヒストリー〜』に収録されたほか、『ウィングス・オーヴァー・アメリカ』にライヴ版が、『ヤァ!ブロード・ストリート』には新しく録音されたものが収められた。
B面収録の「クック・オブ・ザ・ハウス」は、リンダ・マッカートニーがリード・ボーカルを担当している。ポールが1975年11月のオーストラリア・ツアーで滞在していた家のキッチンで作ったオールドロックンロール調の曲。曲前後には実際にリンダが肉を焼いたり揚げ物したりなど調理している音が収められている。

## 収録曲
| #         | タイトル                                        | 作詞・作曲                                    | 時間 |
| --------- | ----------------------------------------------- | --------------------------------------------- | ---- |
| 1.        | 「心のラヴ・ソング」(Silly Love Songs)          | ポール・マッカートニー リンダ・マッカートニー | 5:57 |
| 2.        | 「クック・オブ・ザ・ハウス」(Cook Of The House) | ポール・マッカートニー リンダ・マッカートニー | 2:46 |
| 合計時間: | 合計時間:                                       | 合計時間:                                     | 8:43 |

## 演奏者

### ウイングス
- ポール・マッカートニー - バッキング・ボーカル、メロトロン、ピアノ(#1、2)、リード・ボーカル、ベースギター、パーカッション、ストリングス指揮 (#1)、コントラバス (#2)
- リンダ・マッカートニー -  バッキング・ボーカル、タンバリン (#1)、リード・ボーカル (#2)
- デニー・レイン - バッキング・ボーカル (#1、2)、ピアノ (#1)、エレクトリック・ギター (#2)
- ジミー・マカロック - エレクトリック・ギター (#1)
- ジョー・イングリッシュ - ドラムス (#1、2)、パーカッション (#2)

### ゲスト
- ハウイー・ケイシー - サクソフォーン
- タデウス・リチャード - サクソフォーン
- スティーブ・ハワード - トランペット
- トニー・ドーシー - トロンボーン (#1、2)、ストリングス・アレンジ (#2)

## カヴァー
- 西城秀樹：1976年11月3日の日本武道館での第2回コンサート「ヒデキ・イン・武道館」にてカバー。その模様は『HIDEKI LIVE'76』に収録されている。また、1978年2月14日の日比谷公会堂でのバレンタイン・コンサート・スペシャル「西城秀樹 愛を歌う」でも披露。『バレンタインコンサート・スペシャル/西城秀樹 愛を歌う』に収録されている。